# Spingi tubo

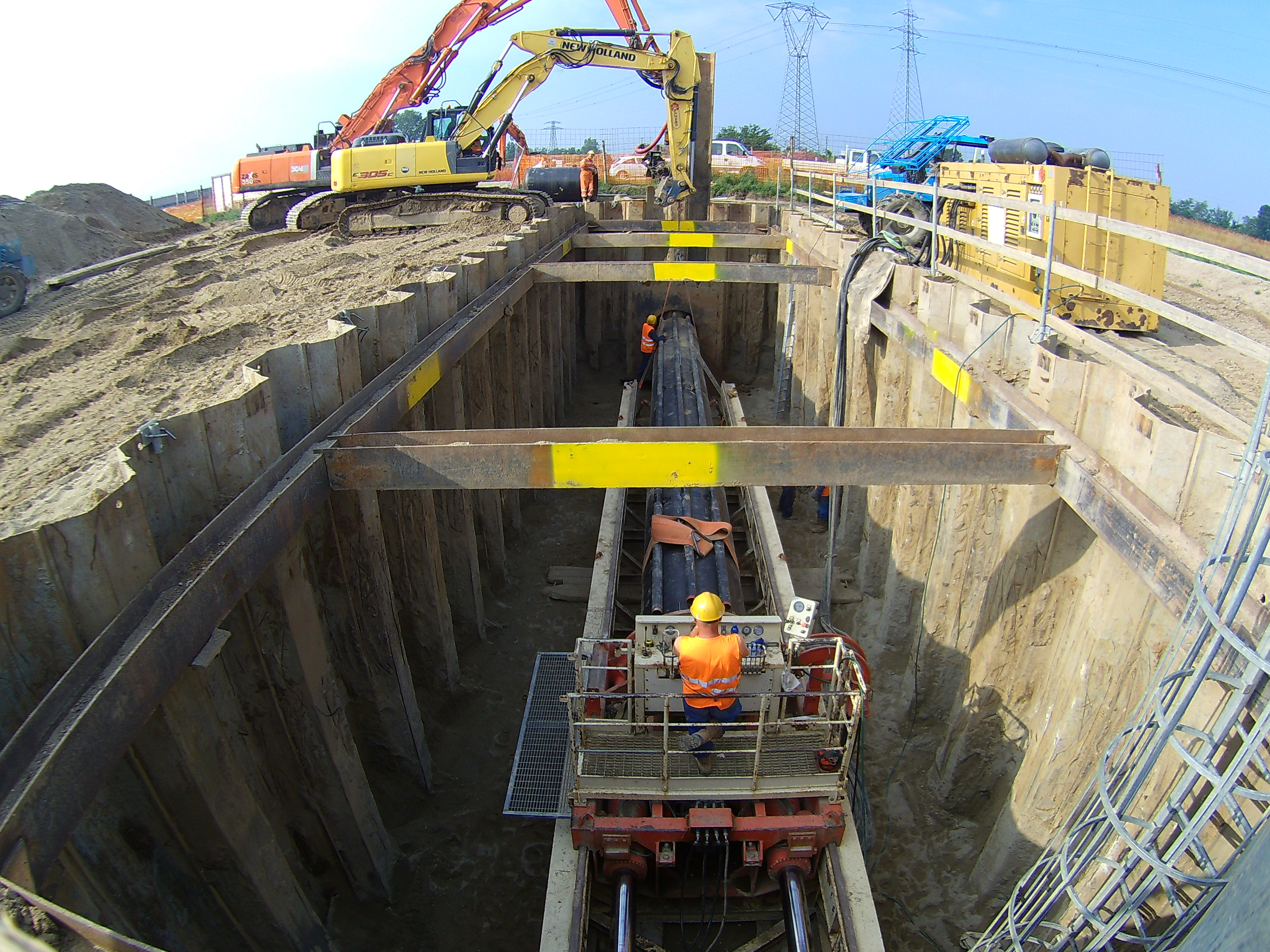
Trivella spingi tubo in fase di spinta; l'attrezzatura è posizionata in una postazione di spinta palancolata; si nota l'operatore sulla consolle di guida e i martinetti in fase di estensione.

Lo spingi tubo chiamato anche pipe jacking o pipe ramming (a seconda che la spinta sia garantita da martinetti idraulici o martello pneumatico), è una tecnologia no dig che consiste in una perforazione orizzontale non guidata con successiva infissione di tubi (controtubo o tubo camicia o casing).

## Campo di applicazione
Come tutte le tecnologie no dig permette la posa in opera di condotte interrate senza eseguire scavi a cielo aperto.

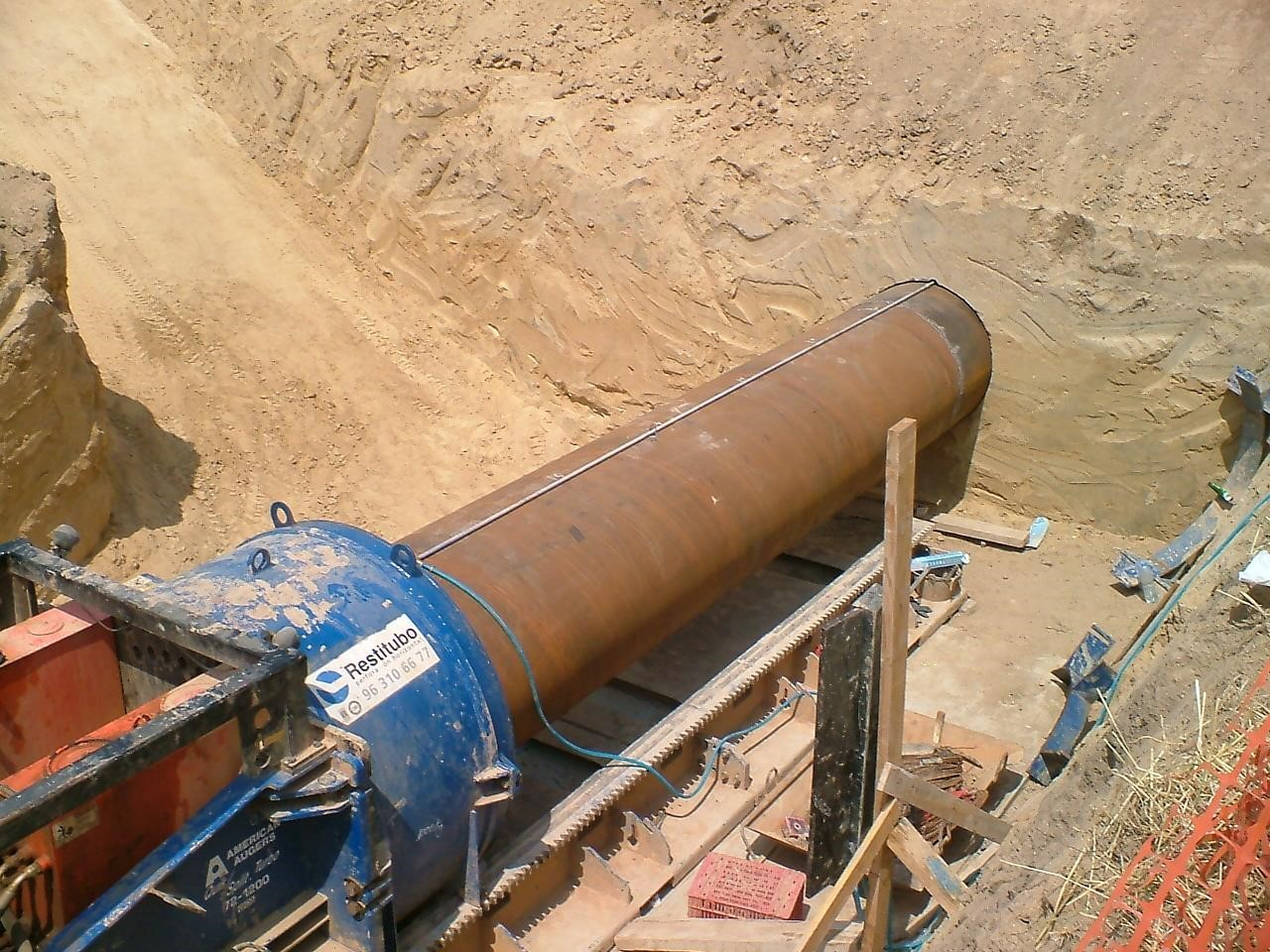
Trivella spingitubo in fase finale di spinta; si nota il carrello con cremagliera e la perfetta infissione della tubazione nel terreno

La tecnologia spingi tubo è analoga al microtunnelling ma si differenzia da questa per l'assenza di una testa fresante posta sulla testa di perforazione e per il fatto che lo scavo non può essere direzionato. A causa di quest'ultima caratteristica lo spingitubo non garantisce il mantenimento di una determinata livelletta e pertanto è poco indicato nel caso di condotti fognari con funzionamento non in pressione.
Tale tecnologia è utilizzata frequentemente per la realizzazione di micro-gallerie rettilinee, di diametri compresi fra i 200 mm ed i 3500 mm, necessarie per attraversamenti trasversali di strade statali, linee ferroviarie.
Una volta realizzato l'attraversamento, (che può essere completato con due pozzetti in calcestruzzo armato, uno di monte e l'altro di valle, in corrispondenza delle estremità del controtubo o casing), all'interno del controtubo (casing) viene infilata la condotta di linea.

## Materiali
Le principali tipologie di tubi camicia per la realizzazione di una perforazione con questa tecnologia sono:
- in acciaio: In questo caso il tubo è privo di rivestimento protettivo sia interno che esterno. Per contrastare i fenomeni corrosivi può essere protetto con un sistema di protezione catodica ad anodo sacrificale;
- calcestruzzo armato: I tubi devono essere dotati di una armatura particolare per sopportare il peso di spinta assiale durante l'infissione e di un manicotto capace di resistere anch'esso alla pressione di spinta;
- in vetroresina: I tubi devono essere dotati di un manicotto capace di resistere alla pressione di spinta.

## Modalità di realizzazione
Prima di effettuare l'attraversamento con la tecnologia delle spingi tubo, individuata la profondità di posa della condotta si predispongono due pozzi, uno di partenza ed uno di arrivo.
Il pozzo di partenza viene realizzato, ad una adeguata distanza dall'opera da attraversare, e funge da cameretta di spinta. Tale cameretta di norma ha dimensioni in pianta variabili in funzione della lunghezza dei tubi da spingere e dalla disponibilità di aree in superficie (da circa 10,00x4,50 m a circa 14,50x5,50 m); la profondità è variabile in funzione della quota dell'attraversamento.
Quando il tubo camicia viene realizzato con tubazioni in acciaio, dalla direttrice inferiore del tubo alla platea di fondo della cameretta sono necessari circa 60 cm per poter saldare le tubazioni stesse man mano che vengono spinte all'interno della trivellazione.
Nel caso di manufatti in calcestruzzo armato (es. tubazioni) dalla direttrice inferiore del tubo alla platea di fondo sono necessari circa 40 cm.
Realizzata la cameretta di spinta (postazione di spinta), in essa si posiziona l'attrezzatura di perforazione e spinta del tubo camicia costituita da:
- carrello di spinta dotato di martinetti;
- scudo di testata completo di attrezzi per lo scavo sul fronte e pistoncini direzionali;
- laser autolivellante per il controllo planoaltimetrico del fronte di scavo.

Dalla cameretta di lancio l'avanzamento delle tubazioni, in c.a. o di quelle in acciaio saldate, avviene per mezzo di una centrale idraulica che agisce con i martinetti sull'ultimo elemento tubolare posizionato facendo progressivamente avanzare all'interno della micro-galleria tutti gli altri elementi tubolari posizionati precedentemente.
Man mano che lo scavo procede i martinetti si ritirano consentendo l'inserimento progressivo di altri conci in coda fino a quando non viene raggiunto il pozzo di arrivo.

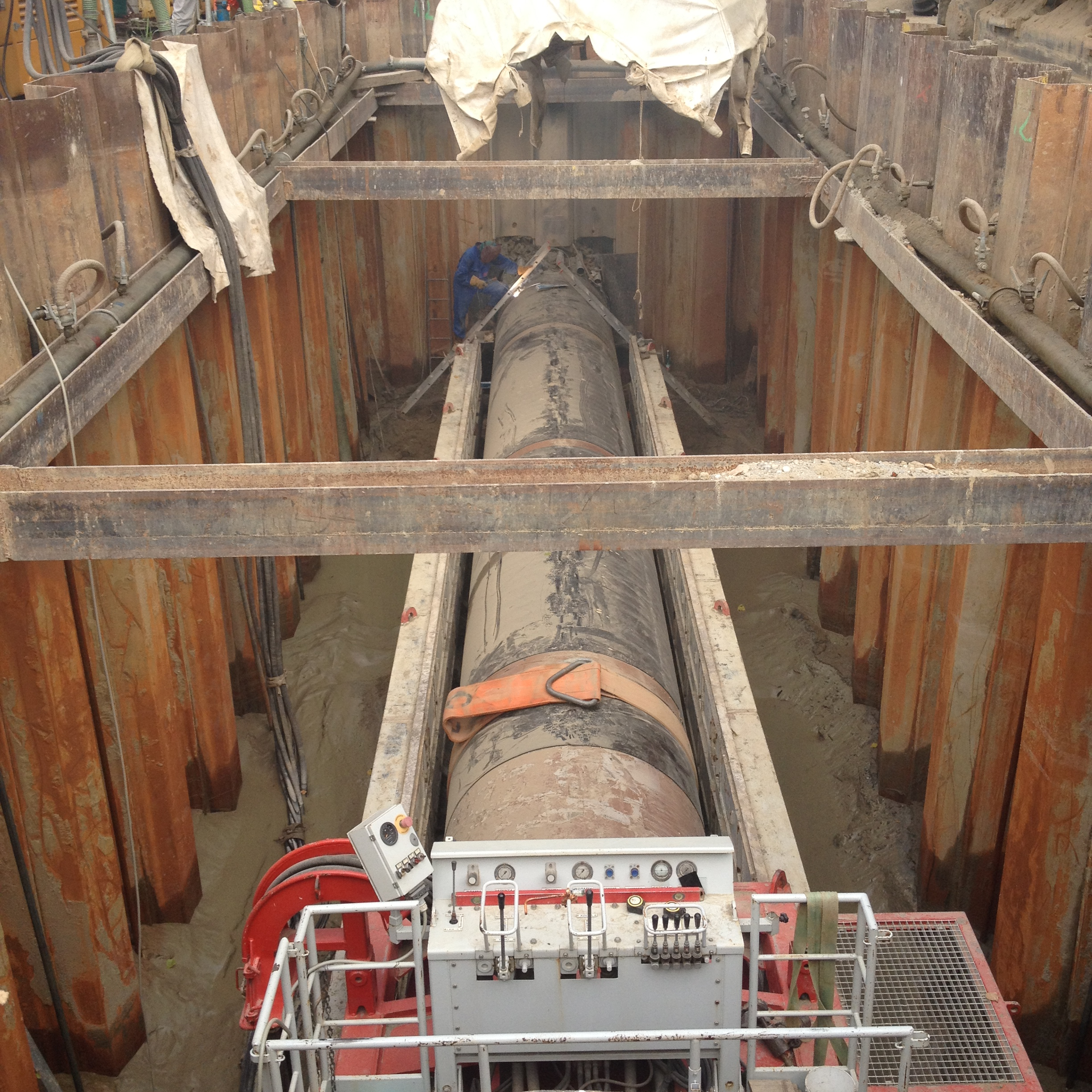
Trivella spingi tubo in fase di spinta; la trivella è posizionata in una postazione di spinta palancolata; si nota la consolle di manovra, il telaio di contenimento/guida e, sullo sfondo il collegamento mediante saldatura di una ulteriore barra di condotta da spingere nel sottosuolo.

I martinetti fanno contrasto su un muro in calcestruzzo armato (o in acciaio) detto di controspinta opportunamente dimensionato.

## Realizzazione dei pozzi
I pozzi (postazioni), possono essere armati perimetralmente (palancole, pali, ecc.) o con le pareti di scavo opportunamente svasate. Quando raggiungono profondità considerevoli devono essere rivestiti in calcestruzzo armato al fine di contrastare le spinte del terreno.
Il pozzo di partenza (postazione di spinta) deve essere di regola più grande di quella di arrivo poiché deve ospitare il muro di controspinta e la slitta di scorrimento lungo la quale vengono sfilati i conci di tubo che vengono aggiunti man mano che lo scavo avanza nel terreno.

## Limiti applicativi
Generalmente l'attrito che si viene a creare fra gli elementi e la parete scavata limita l'avanzamento ad un massimo di 60 m, nel caso si debbano raggiungere lunghezze maggiori si dovrà ricorrere a centrali di spinta intermedie.